# Lago Panguipulli
El lago Panguipulli está ubicado en la comuna de Panguipulli, en la Provincia de Valdivia, Región de Los Ríos (Chile). En su extremo occidental está Panguipulli, mientras que en el lado opuesto está el poblado de Choshuenco.

## Descripción
El lago Panguipulli desagua en el lago Riñihue a través del río Enco. Tiene una superficie de 116,05 km², una profundidad máxima de 268 m, y está localizado a una altitud de 130 m s. n. m.
El lago es uno de los integrantes del circuito turístico conocido como los Siete Lagos y forma parte además de la cuenca hidrográfica del río Valdivia que va desde la bahía de Corral hasta San Martín de los Andes (Argentina); es decir es transcordillerana y binacional.
Los lagos de la cuenca son nueve: los lagos Lácar y Nonthue en Argentina; y Pirehueico, Neltume, Calafquén, Pullinque, Panguipulli y Riñihue en Chile. Para algunos autores conforma parte de la Patagonia chilena, aunque está al norte del límite tradicional —el seno de Reloncaví—.

Diagrama unifilar de la cuenca del río Valdivia.

## Hidrología
El lago pertenece a la cuenca del río Valdivia.

## Historia
El lago obtiene su nombre a partir del mapudungun pangui - pülli, "tierra de pumas".
Francisco Astaburuaga escribió en 1899 en su obra póstuma Diccionario Geográfico de la República de Chile sobre el lago que el llama Guanahue:
Guanahue.-—Nombre que ha solido darse al lago y volcán de Panguepulli. Se conocía asimismo con esa denominación la comarca comprensiva de las márgenes del lago y vallejos contiguos, que primitivamente habitaban las familias de los indígenas llamados guanahues ó huenehues, vecinos al E. de los huilliches propios. Fórmase el nombre de huenu, arriba y de hue, paraje que equivale á lugar ó comarca oriental.

## Población, economía y ecología

### Estado trófico
La eutrofización es el envejecimiento natural de cuerpos lacustres (lagos, lagunas, embalses, pantanos, humedales, etc.) como resultado de la acumulación gradual de nutrientes, un incremento de la productividad biológica y la acumulación paulatina de sedimentos provenientes de su cuenca de drenaje.: 4  Su avance es dependiente del flujo de nutrientes, de las dimensiones y forma del cuerpo lacustre y del tiempo de permanencia del agua en el mismo.: 24  En estado natural la eutrofización es lenta (a escala de milenios), pero por causas relacionadas con el mal uso del suelo, el incremento de la erosión y por la descarga de aguas servidas domésticas entre otras, puede verse acelerado a escala temporal de décadas o menos.: 4  Los elementos más característicos del estado trófico son fósforo, nitrógeno, DBO5 y clorofila y la propiedad turbiedad.
Existen diferentes criterios de clasificación trófica que caracterizan la concentración de esos elementos (de menor a mayor concentración) como: ultraoligotrófico, oligotrófico, mesotrófico, eutrófico, hipereutrófico. Ese es el estado trófico del elemento en el cuerpo de agua. Los estados hipereutrófico y eutrófico son estados no deseados en el ecosistema, debido a que los bienes y servicios que nos brinda el agua (bebida, recreación, higiene, entre otros) son más compatibles con lagos de características ultraoligotróficas, oligotróficas o mesotróficas.: 14 
Según un informe de la Dirección General de Aguas de 2018, el lago tenía en 2009 un bajo nivel de trofía (oligotrofia).: 26 

## Imágenes

Vistas de perspectiva
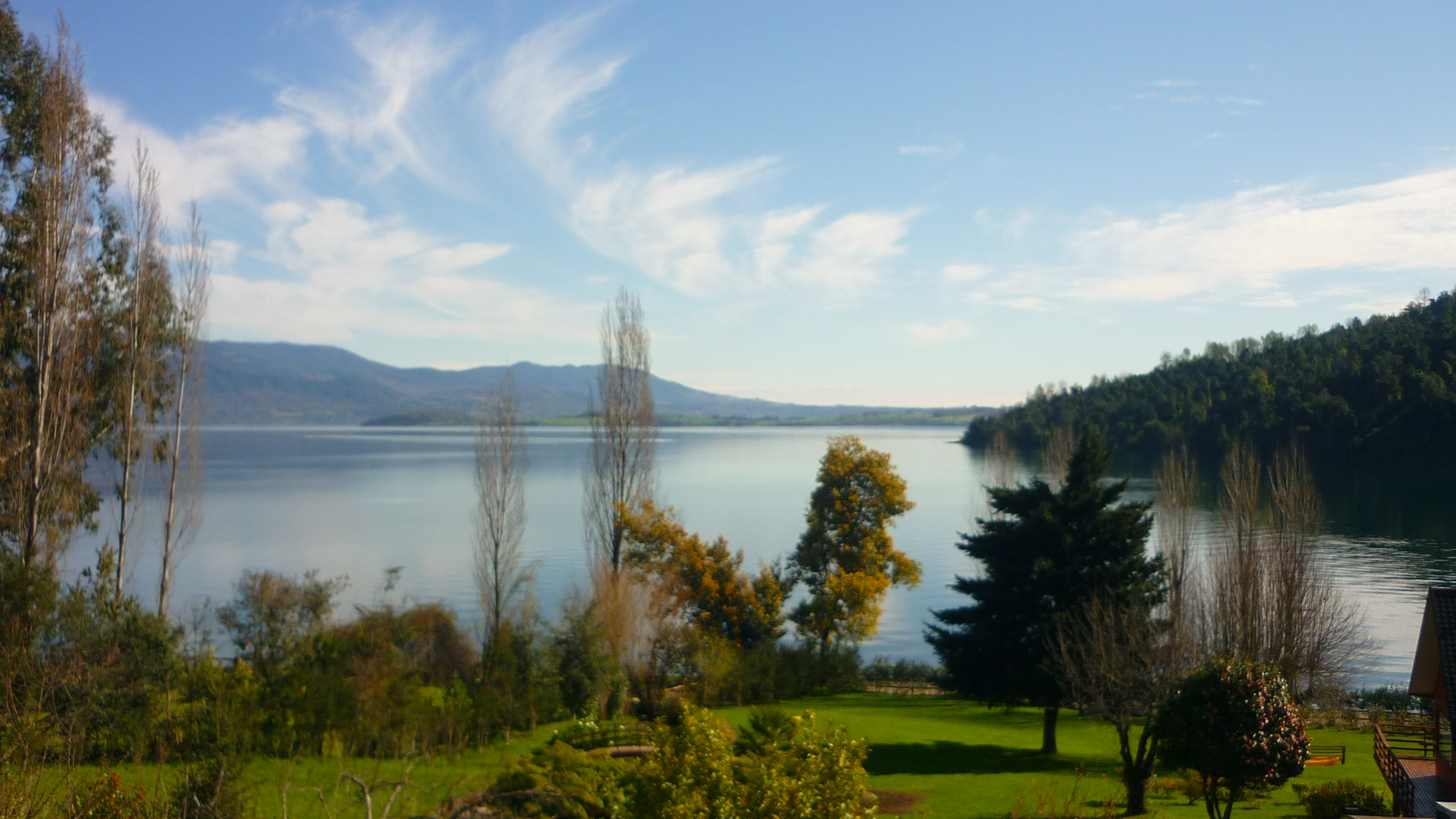
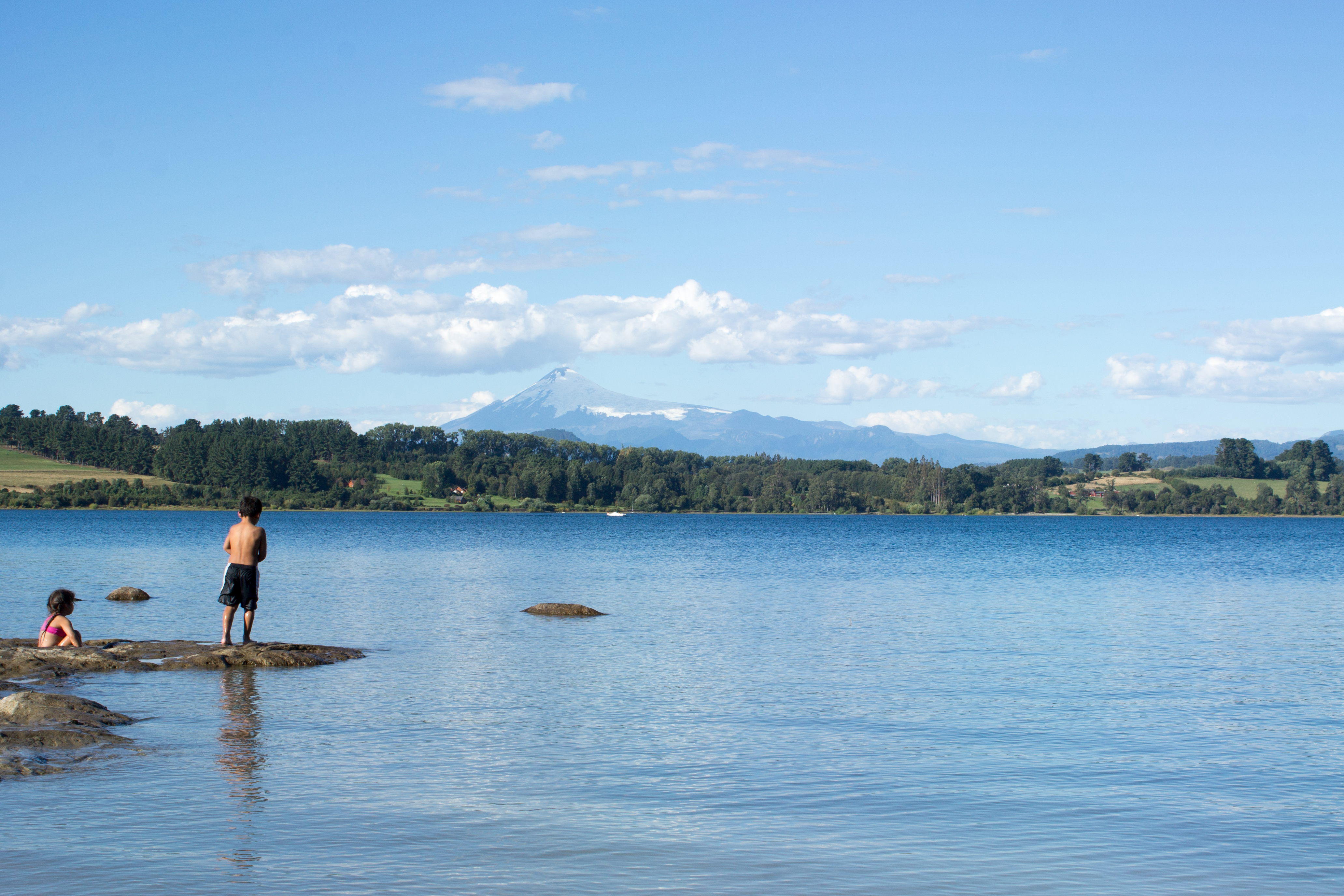
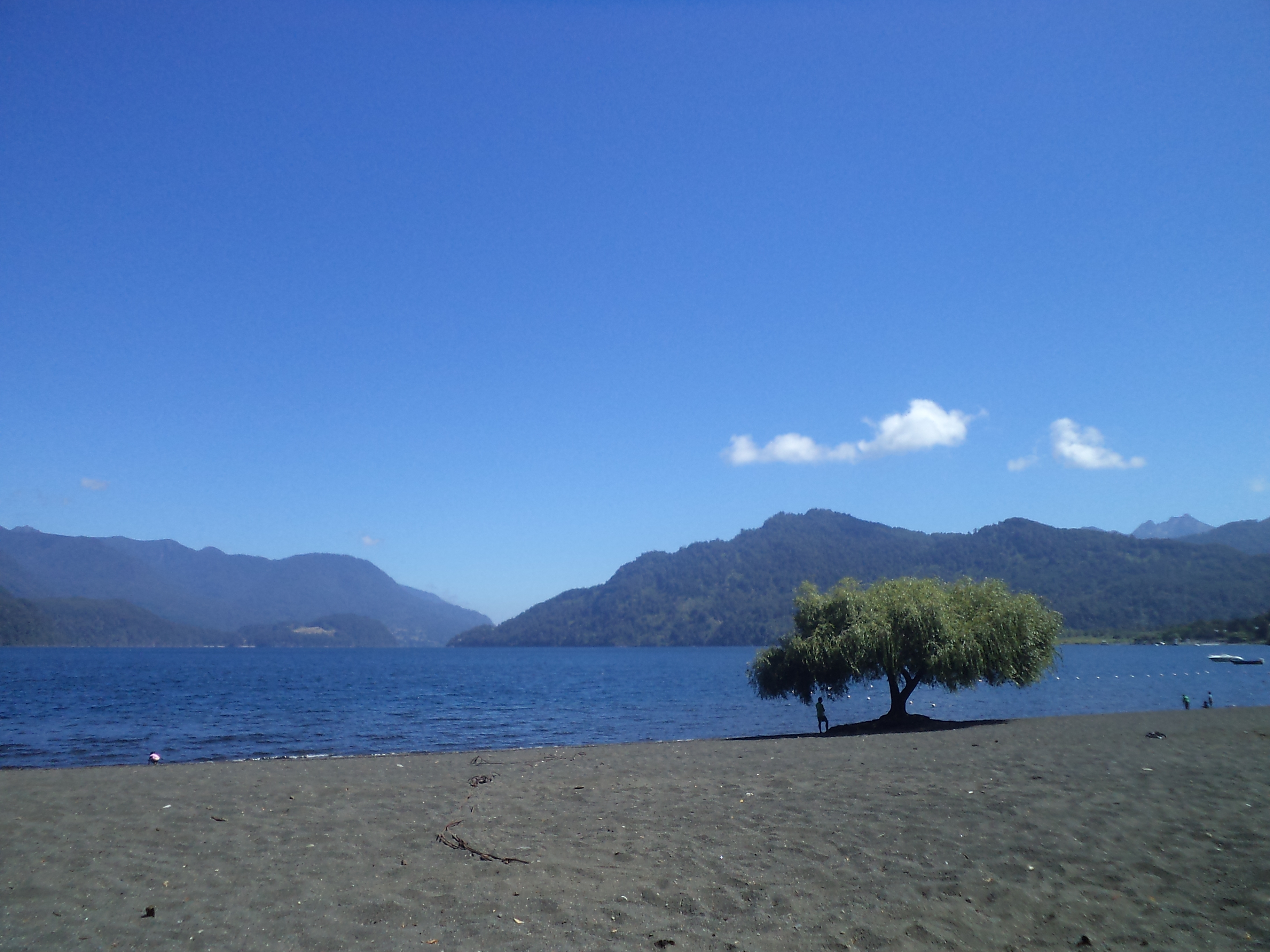